# 李榮慶
李榮慶，原名友梅，號松生，江西省宜春縣（今屬宜春市）人。清朝政治人物，進士出身。

## 生平
幼年家貧苦讀，弱冠進學，道光二十三年（1843年）癸卯科舉人，二十七年（1847年）丁未科二甲進士。授刑部主事，任職勤慎，平反冤獄。京官俸祿微薄，然李榮慶生活節儉，在京任職八年，用度不致缺乏。後因急病卒於旅次。同治《宜春縣志》有傳。